# Aral (entreprise)
Pour les articles homonymes, voir Aral (homonymie).
Aral est une entreprise pétrolière allemande créée en 1898 et filiale du groupe BP depuis 2002. Aral possède 2 500 stations-services en Allemagne et au Luxembourg, bien qu'autrefois la marque fût présente dans de nombreux pays d'Europe occidentale et centrale.

## Historique

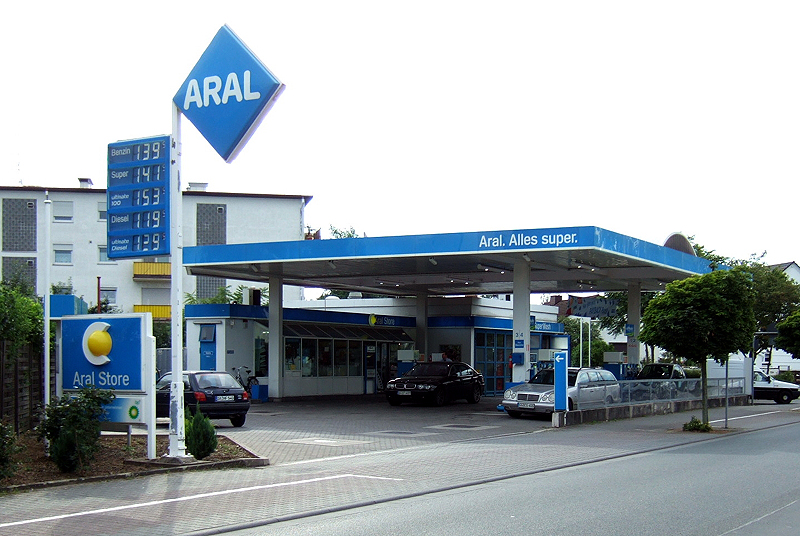
Une des stations-services Aral

- 28 novembre 1898 :

L’entreprise est fondée par 13 industries minières sous le nom de Westdeutsche Benzol-Verkaufsvereinigung (en allemand, « association de vente de benzène d'Allemagne de l'ouest ») à Bochum, ville d'où vient également l’Aral actuel.
- 1906 :

Après l’union de la fédération avec la Ostdeutsche Benzol-Verkaufsvereinigung  (en allemand, « association de vente de benzène d'Allemagne de l'est ») sous le nom de Deutschen Benzolvereinigung (« Union du benzène allemand »), l'entreprise utilise comme logo le marteau et le pic croisés, symbole de l'industrie minière, avec les lettres DBV GmbH.
- 1918 :

Après différentes restructurations est fondée la Benzol-Verband GmbH (fédération du benzène SARL), souvent abrégé en BV. Avec l'augmentation continuelle du nombre de voitures, la BV devient une des plus importantes organisations de distribution de carburant, la seule sans participation étrangère.
- 1924 :

En 1924, le pharmacien Wilhelm Ostwald développe un nouveau combustible d’un mélange d’essence et de benzène. Comme le benzène est hydrocarbure ARomatique et l'essence un composé ALiphatique, Ostwald nomme le nouveau combustible BV-Aral.
- 1930 :

L'entreprise commence la commercialisation de lubrifiant. De plus, pour protéger les consommateurs et l'identité de l'entreprise, les combustibles ARAL et Deron sont teints en bleu, couleur de l’entreprise.
- 1935 :

La fédération de benzène rachète les stations essences de DEROP AG (société de vente allemande de produits pétroliers russes), cette dernière conservant les services commerciaux.
- 1939–1945 :

Durant cette période, la vente de carburant est centralisée et nationalisée, dans le cadre de l’économie de guerre national-socialiste. Les carburants ne sont plus vendus sous un nom de marque, il n'existe plus qu’un carburant unique.
- 1949 :

En 1949, la première pompe à essence électrique en Allemagne est introduite par Aral.
- 1951 :

Avec la fin du rationnement, la BV reprend en charge la commercialisation des combustibles en régie propre.
- 1952 :

La déconcentration et réorganisation de l’industrie allemande conduisent en 1952 à la fondation de BV Aral AG. Le mot ARAL apparaît pour la première fois dans le nom.
- 1956 :

En 1956, le BV développe le réseau de station d’essence à l’intérieur du pays et à l’étranger de manière renforcée. Avec le choix entre l’essence ou le benzène, les lettres BV sont supprimées.
- 1962 :

L’entreprise devient Aral AG.
- 1964 :

La Aral AG fait un chiffre d’affaires de 3,4 milliards de deutsche Marks.
- 1967 :

À partir de 1967, Mobil Oil (aujourd'hui Exxon Mobil), Veba Oel et Gelsenberg AG entrent dans le capital d'Aral
- 1969 :

La première station en libre-service est inaugurée.
- 1971 :

la chaîne de station service Gasolin AG est fusionné dans Aral AG. La signalétique rouge et blanche de Gasolin est progressivement remplacé par celle d'Aral.
- 1973 :

À la suite du premier choc pétrolier causé par le conflit de Proche-Orient et la raréfaction du pétrole, Aral AG recherche des sources d'énergie alternative. Dans ce contexte de crises pétrolières et montée de la concurrence, Aral parvient à rester leader du marché en Allemagne.
- 1990 :

À la suite de la réunification allemande, Aral AG ouvre ses premières stations-service dans les nouveaux Länder et se développe en Europe de l’Est.
- 1995 :

Aral s’est établi de plus en plus aux Länder de l’Est lors des années 1990. En tant que groupement de sociétés structuré et pour pouvoir satisfaire avec encore plus avec logique et plus d’efficacité les besoins des groupes de clients différents, la nouvelle stratégie a conduit à de vastes investissements dans les grandes stations d’essence.
En particulier la concentration sur le service de client ainsi que l’introduction de nouveaux produits et des services ont déterminé l’Aral-Tankstellengeschäft. Aral s’est changé de services de distribution combustibles et de lubrification à des centres de communication, des marchandises et de service modernes pour des hommes mobiles. Plus de 2000 articles des secteurs Convenience, alimentaires et non-alimentaires sont conçus spécialement en fonction des besoins des Shop-services privés.
- 1997/1999 :

Dans le cadre de la modernisation et de la reflexion sur les nouvelles énergies, Aral ouvre sa première station-service de gaz naturel en 1997 et celle d'hydrogène à l’aéroport de Munich en 1999.
- 2000 :

En 2000, le VEBA Oel AG, qui possèdent déjà 56 % des parts, rachète les 43 % restants aux actionnaires historiques Mobil Oil (28 %) et Wintershall (15 %). Aral AG devient la principale plate-forme commerciale du groupe Veba Oel. La nouvelle désignation de la société devient Aral AG & CO. KG.
- 2002 :

Entre-temps, VEBA Oel et Aral font partie du groupe E.ON AG. En 2002, à la suite de l'accord de l'Office fédéral de lutte contre les cartels, les deux sont revendus à la division allemande de BP (Deutsche BP AG).
- 2003 :

En 2003, BP décide de gérer l'ensemble de son réseau sous le nom d'Aral. Ainsi 650 stations-service BP passent aux couleurs d’Aral. BP dispose de 650 stations-services. Au total Aral et BP ont environ 2500 stations-service. À l'inverse, dans les autres pays (sauf au Luxembourg), les stations Aral sont renommées en BP.
- 2004 :

On développe de façon continue l’amélioration de la qualité des produits de combustible, de sorte que le 100 ultimate et diesel ultimate deux nouveaux carburants premium sont mis en 2004  sur le marché. En même temps, à Berlin, la première station-service publique d’hydrogène au monde a été ouverte.
- 2005 :

Aral avec sa marque « Ultimate » est partenaire officiel du DTM, le championnat allemand des voitures de tourisme.

## Logo

1917
1927
1952
1971
2000
Maintenant